# Мочалкин блюз
«Моча́лкин блюз» — песня группы «Аквариум» из альбома «Треугольник». Автор музыки и слов — Борис Гребенщиков (БГ).

## История создания
Песня была написана Гребенщиковым в начале 1970-х годов и была впервые записана для первого альбома группы «Искушение Святого Аквариума». В записи участвовали только Борис Гребенщиков и Анатолий Гуницкий на перкуссии. При записи песни для «Треугольника» Сергей Курёхин, Александр Кондрашкин и Михаил Файнштейн-Васильев находились со своими инструментами в одной звукозаписывающей комнате, а Гребенщиков находился у микрофона в контрольной рубке рядом со звукорежиссёром, так инструменты и голос были записаны за один раз без наложений. Также при записи в качестве зрителя присутствовал будущий звукорежиссёр, тогда — ещё пионер Алексей Вишня.
«Мочалкин блюз» крайне редко исполнялся «Аквариумом» на концертах, и потому был известен только в кругу любителей подпольно изданных альбомов. Широкую популярность песня обрела после появления фильма «Асса». Режиссёр Сергей Соловьёв услышал запись «Треугольника», которую ему принёс режиссёр Андрей Эшпай. Главную роль Соловьёв предложил именно Гребенщикову, чтобы он и спел в кадре свои песни. А Гребенщиков долго убеждал Соловьёва, что он «слишком стар» для исполнения роли Бананана. В итоге «Мочалкин блюз» вместе с песнями «Иду на ты» и «Козлодоев» были спеты Сергеем Рыженко (который сыграл в «Мочалкином блюзе» на скрипке), а исполнитель главной роли Сергей Бугаев в кадре поёт под эту фонограмму, и песня в этом фильме вошла в «иронический цикл про старика Козлодоева». При этом все песни «Аквариума», вошедшие в фильм, были перезаписаны в студии Мосфильма с вокалом Гребенщикова.
Гребенщиков утверждал, что на концерте он исполняет эту песню только в случае, если нужно кого-то из зала оскорбить.

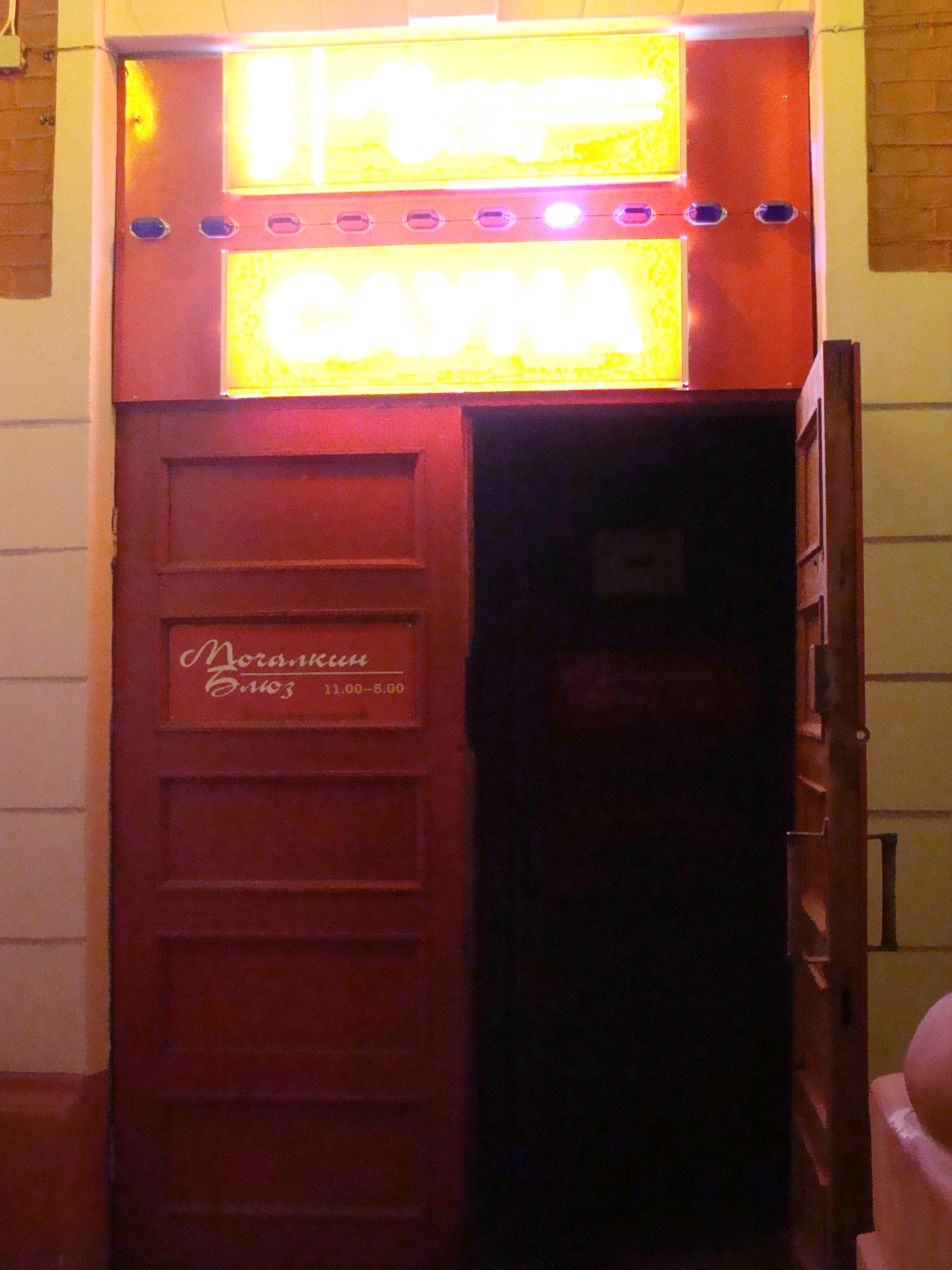
Бар Мочалкин Блюз, Вологда

## В записи участвовали
- БГ — голос
- М. Файнштейн — бас
- А. Кондрашкин — барабаны
- С. Курёхин — пианино

## Альбомы
Альбомы и компиляции, в которые попала песня:
- «Искушение Святого Аквариума» (1973) — первая запись группы
- «Треугольник» (1981)
- «Асса» (1987)
- «Аквариум на Таганке» (1994)
- «Аквариум. Хрестоматия (1980-87)» (1997)
- «Молитва и пост» (1998)
- «Кольцо времени» (1998)
- «20 Избранных Песен. Хрестоматия. Версия 1.2» (1999)
- «Лучшие песни» (1999)
- «50 БГ» (2003)
- «Зомбияйц» (2009)